# Кожантаев, Сарсен
Кожантаев Сарсен (род. 1921, с. Успеновка Казахская ССР — 1983 , с Георгиевка (аул Кордай), Казахская ССР) — общественный и политический деятель, председатель колхоза «Трудовик» Кордайского района Джамбульской области Казахской ССР, член Верховного совета Казахской ССР VIII  созыва.

## Биография
Родился в 1921 году в селе Успеновка в Курдайского района Джамбульской области Казахской ССР (ныне аул Беткайнар, Кордайский район, Жамбылская область). Отец - Койтеке Кожантайулы (1894 – 1935), мать – Кагазбек Тлеукеубылкызы (1894-1965), были труженниками сельского хозяйства. Отец скончался когда Сарсену было 14 лет и его вместе с младшим братом Джуманом воспитывала мать.
Окончил школу с семилетним образованием в селе Касык Курдайского района. Учился в техникуме в Фрунзе, где окончил три курса. Прервал обучение в связи с началом Великой Отечественной войны.
Сарсен Кожантаев был призван в РККА (Рабоче-Крестьянскую Красную Армию) Фрунзенским ГВК (городским военным комиссариатом или горвоенкомом) Киргизской ССР. Учитывая сложившуюся в стране обстановку, в связи с решением Государственного Комитета обороны, в республиках Средней Азии (в том числе в среднеазиатском военном округе с центром в Алма-Ате) срочно формировались национальные воинские соединения. Набранные курсанты, после соответствующей подготовки, отправлялись на фронт.
В августе 1941 года Сарсен Кожантаев был направлен в только созданное Алма-Атинское пехотное училище (сформированное в 1941 и просуществовашее до 1946 года) , где обучение проходило по ускоренной программе для быстрой подготовки кадров для фронта. Он прошел там подготовительные курсы, длившиеся 3 месяца, и, по окончании обучения, был отправлен на Ленинградский фронт вместе с другими выпускниками.   На Ленинградском фронте, созданном в 1941 году, принимали участие множество казахстанцев, в том числе и жители Джамбульской области.
Сарсен служил в 38-й  гвардейской курсантской  бригаде, в 8-й гвардии. 20 декабря 1941 года в боях под Стар. Русь и Новгородом в районе с. Крюкова-Юрьева был тяжело ранен в левую руку и направлен в госпиталь № 292 г. Фрунзе.
В феврале 1942 году, после выписки, вернулся на фронт в ту же часть. В марте 1942 года в боях под Новгородом в селе Новронж при наступлении на сильно-укрепленную позицию был ранен в правую ногу и направлен в госпиталь в Ферган.

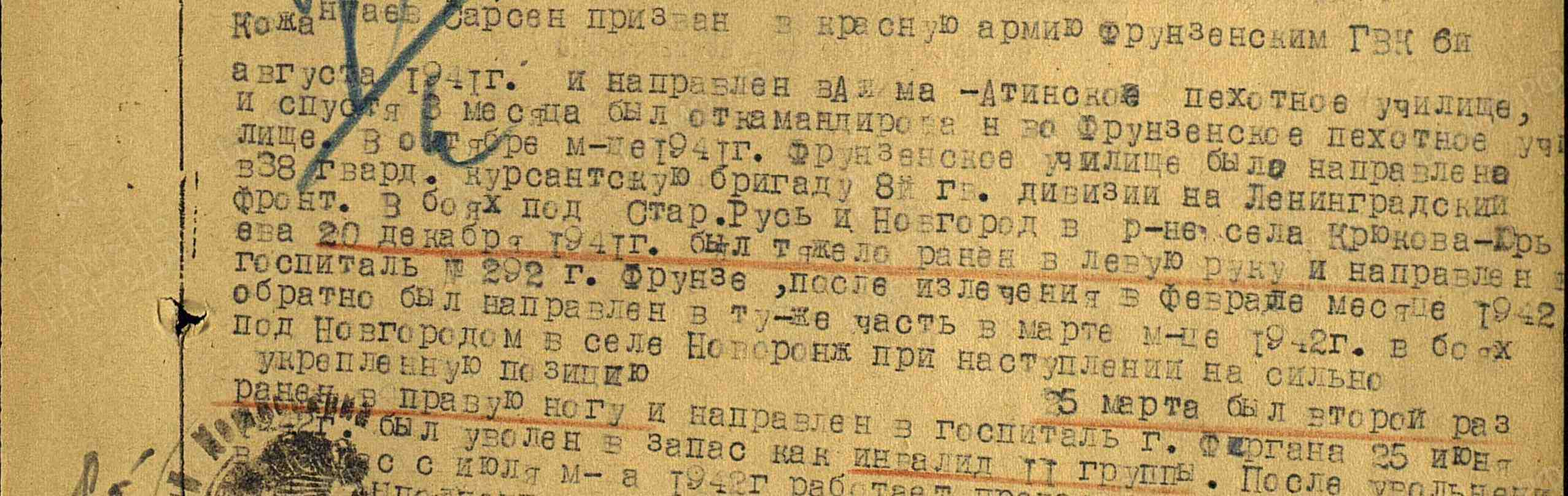
Награждение Орденом "За Отвагу"
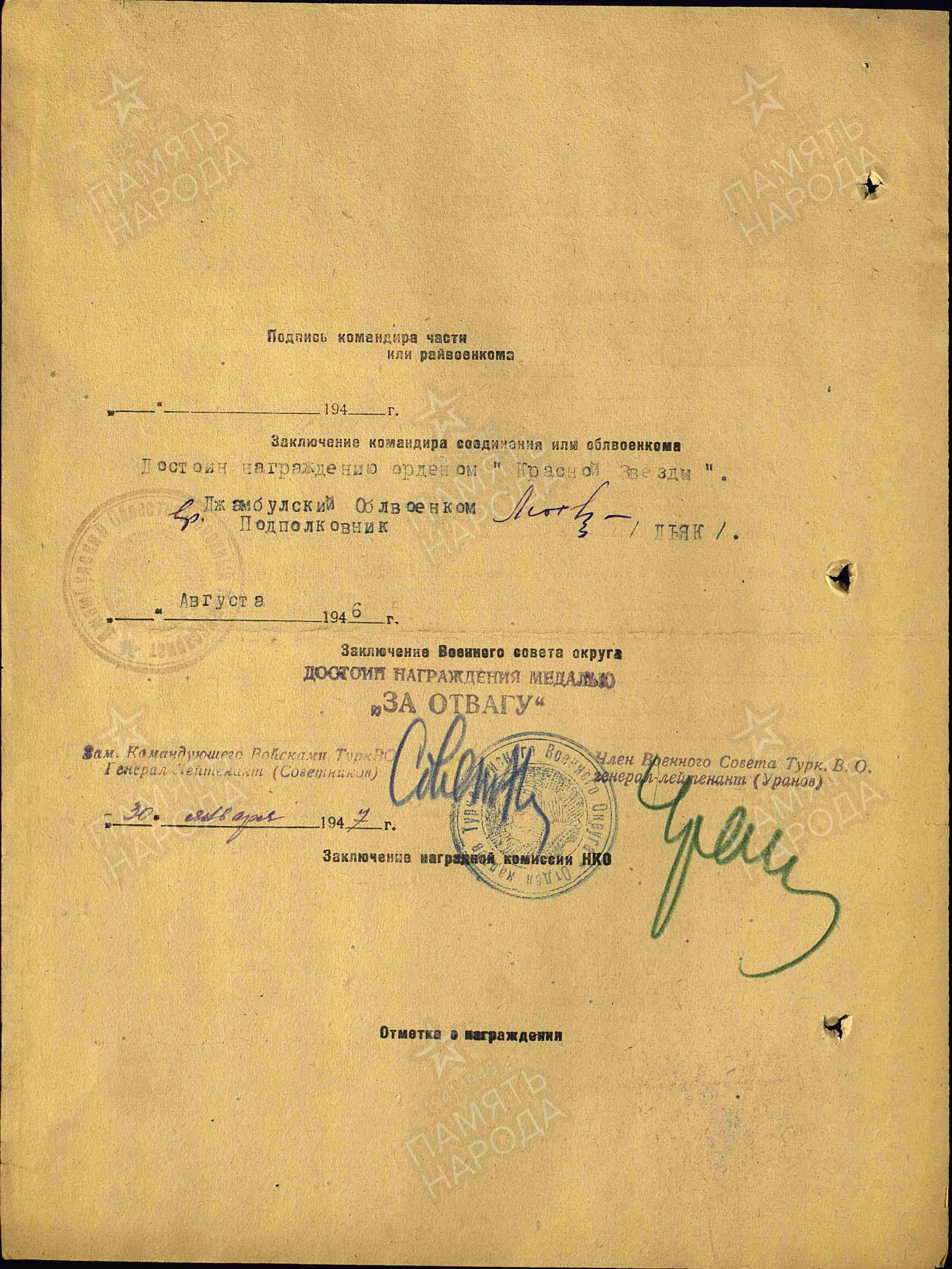
Наградной лист - стр 2

25 июня был уволен в запас как инвалид II группы. После ранения вернулся в Казахскую ССР.

## Карьера
С июня 1942 года начал работать заместителем председателя и позже председателем колхоза имени Розы Люксембург Курдайского района. Затем, работал заместителем председателя Красногорского Исполкома Районного Совета Народных Депутатов (Райсполкома).  Отвечал за выполнения госпоставок хлеба, скота и другой сельскохозяйственной продукции. 
В 1949 году поступил в Высшую партийную школу в г. Алма-Ате. После окнчания исторического факультета был направлен в Джувалинский район Джамбульской области заместителем председателя райсполкома.
В 1955-1958 годах работал в райкоме партии и в райсполкоме в Меркенском район Джамбульской области.   В этот период Сарсен был награжден Орденом Ленина и поездкой в 1957 г. на Выставку Народных Достижений в г. Москва.

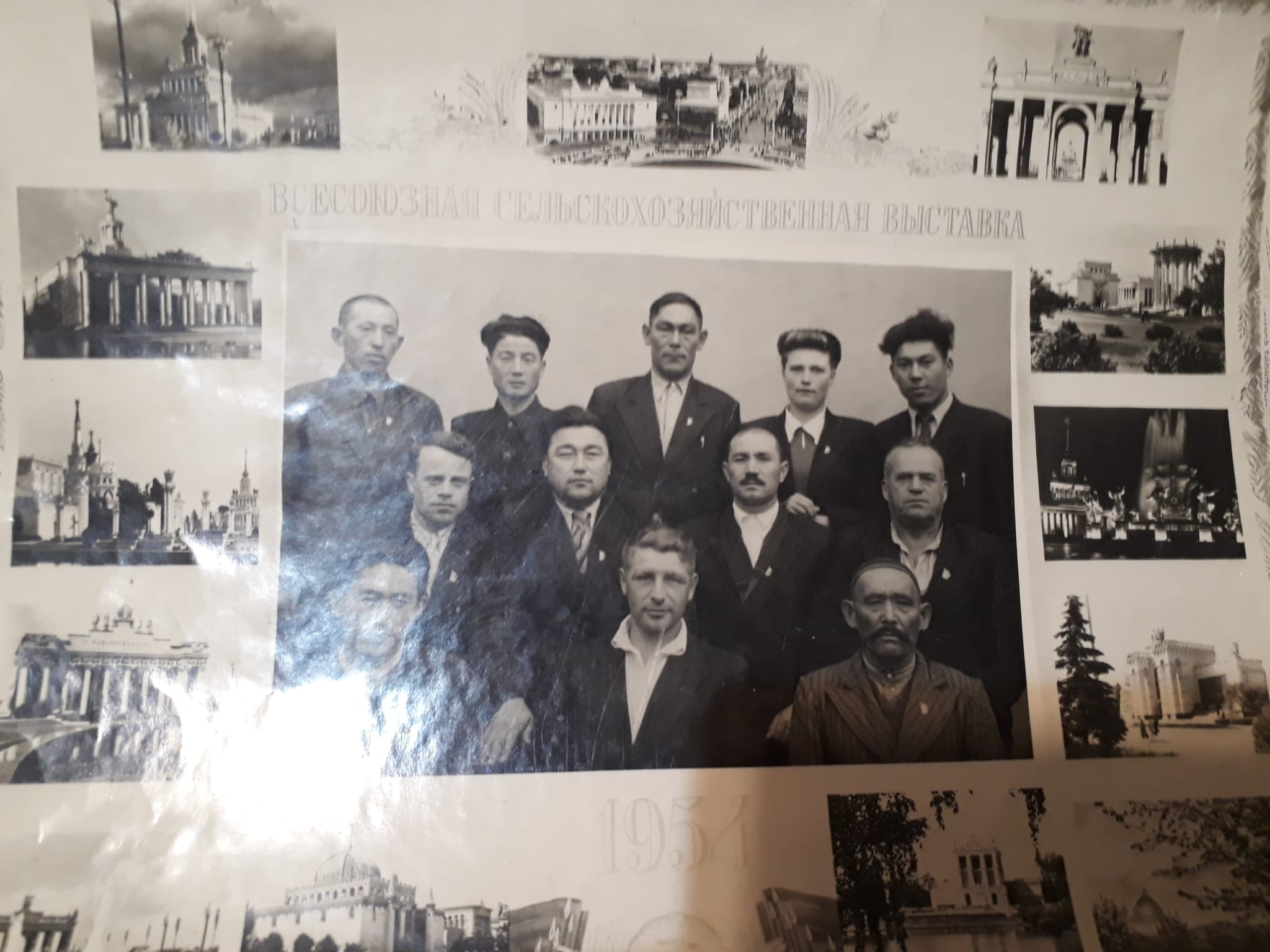
Сарсен Кожантаев на ВДНХ в г. Москве

В 1958 году был назначен директором треста «Откормсовхозов» в города Джамбул. В 1961 избран секретарем Курдайского райкома партии, а в 1963-1969 работал председателем Курдайского райсполкома.
В 1969-1973 годах был председателем колхоза «Трудовик» Курдайского района Аухаттинского округа.  Колхоз «Трудовик» был одним из немногих колхозов-миллионеров и,  в апреле 1967 был награжден, как предприятие, высшей наградой СССР - орденом Ленина.
Сарсен избирался депутатом Верховного Совета Казахской ССР VIII созыва (1971—1975), как председатель колхоза «Трудовик».
С 1974-1976 г.г. Сарсен являлся председателм Райсовпрофа и с 1976 г. был председателем сельского совета.  Вышел на пенсию в 1981 году. 
Скончался в 1983 году в с Георгиевка.

### Семья
- Был женат на Нильтай Айтымбетовой с 1941 года. Сарсен и Нильтай вступили в брак перед тем, как Сарсен уехал на фронт и Нильтай жила во время войны вместе с семьей Сарсена. Нильтай поддерживала Сарсена в его работе и работала учетником, записывала трудодни и объемы сбора урожаев. Была признана ветераном труда.  Позже работала учителем казахского языка в школе в с. Георгиевка, где они проживали с семей.
- У Сарсена и Нильтай было семеро детей.

## Награды
Сарсен Кожантаев получил многочисленные ордена и награды за участие в Великой Отчесественной войне и за трудовую деятельность, в том числе:
- Медаль «За боевые заслуги»[3]
- Медаль «За победу над Германией в Великой Отечественной войне 1941–1945 гг.»[3]
- Медаль «За доблестный труд в Великой Отечественной войне 1941–1945 гг.»[3]
- Орден Ленина
- Другие ордена и  медали

## Память

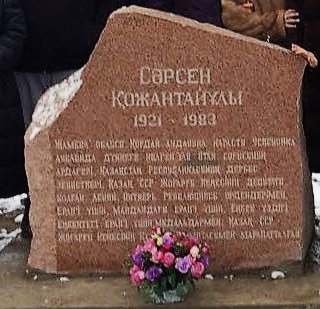
В селе Бейтканар в честь Сарсена Кожантаев названа улица[4].  - Памятник Кожантаеву в селе Успеновка